# Хюффер, Фрэнсис
Фрэнсис Хюффер (англ. Francis Hueffer, нем. Franz Hüffer; 22 мая 1845, Мюнстер — 19 января 1889) — британский музыковед и музыкальный критик германского происхождения.
Изучал музыку и литературу в Лондоне, Париже, Берлине и Лейпциге, в 1869 г. защитил в Гёттингенском университете диссертацию о творчестве средневекового трубадура Гийома де Кабестана. В том же году переехал в Англию.

## Биография
Плодовитый музыкальный критик, Хюффер с 1878 года работал музыкальным обозревателем газеты «Таймс» — часть статей вошла в сборник «Музыкальные этюды» (англ. Musical Studies; 1880). Одновременно до 1888 года ведущий обозреватель журнала The Musical World. Он написал ряд статей для Музыкального словаря Гроува, редактировал книжную серию «Великие музыканты» в известном музыкальном издательстве «Novello» и сам опубликовал в ней, помимо прочего, книгу о Рихарде Вагнере (1881); ещё раньше вышла книга Хюффера «Вагнер и музыка будущего» (англ. Richard Wagner and the Music of the Future; 1874; немецкое издание нем. Richard Wagner und die Musik der Zukunft; Лейпциг, 1877), а в 1877 г. Хюффер составил программу Вагнеровского фестиваля в Лондоне. В переводе Хюффера была издана переписка Вагнера и Ференца Листа (1888).
По мотивам своих занятий средневековой музыкой Хюффер выпустил книгу «Трубадуры: История провансальской жизни и литературы в Средние века» (англ. The Troubadours: A History of Provençal Life and Literature in the Middle Ages; 1878). Среди других его сочинений выделяется очерк истории новейшей британской музыки (англ. Half a Century of Music in England; 1889, второе издание 1898).
Иногда, особенно на раннем этапе, выступал и как литературный критик — в частности, Хюфферу принадлежит рецензия на «Предрассветные песни» Чарлза Алджернона Суинберна, заключаемая выводом о том, что Суинберн более всех поэтов Англии наделён чистым поэтическим даром. С мемуарным послесловием Хюффера вышло лейпцигское издание стихотворений Данте Габриэля Россетти (1873). На либретто Хюффера написаны оперы Александра Маккензи «Коломба» и «Трубадур», кантата Фредерика Хаймена Кауэна «Спящая красавица».
В 1872 году Хюффер женился на дочери художника Форда Мэдокса Брауна Кэтрин (1850—1927). Их сын стал выдающимся поэтом под именем Форд Мэдокс Форд — см. интересный сборник материалов «Отец и сын» (нем. Vater und Sohn; 2003), а дочь Джульет вышла замуж за русского эмигранта Давида Соскиса, чей сын Фрэнсис Соскис, внук Хюффера, стал видным лейбористским политиком, министром внутренних дел Великобритании.